# Gmina Pniewy
Die Gmina Pniewy ist eine Stadt-und-Land-Gemeinde im Powiat Szamotulski der Woiwodschaft Großpolen in Polen. Ihr Sitz ist die gleichnamige Stadt (deutsch Pinne) mit etwa 8000 Einwohnern.

## Geographie

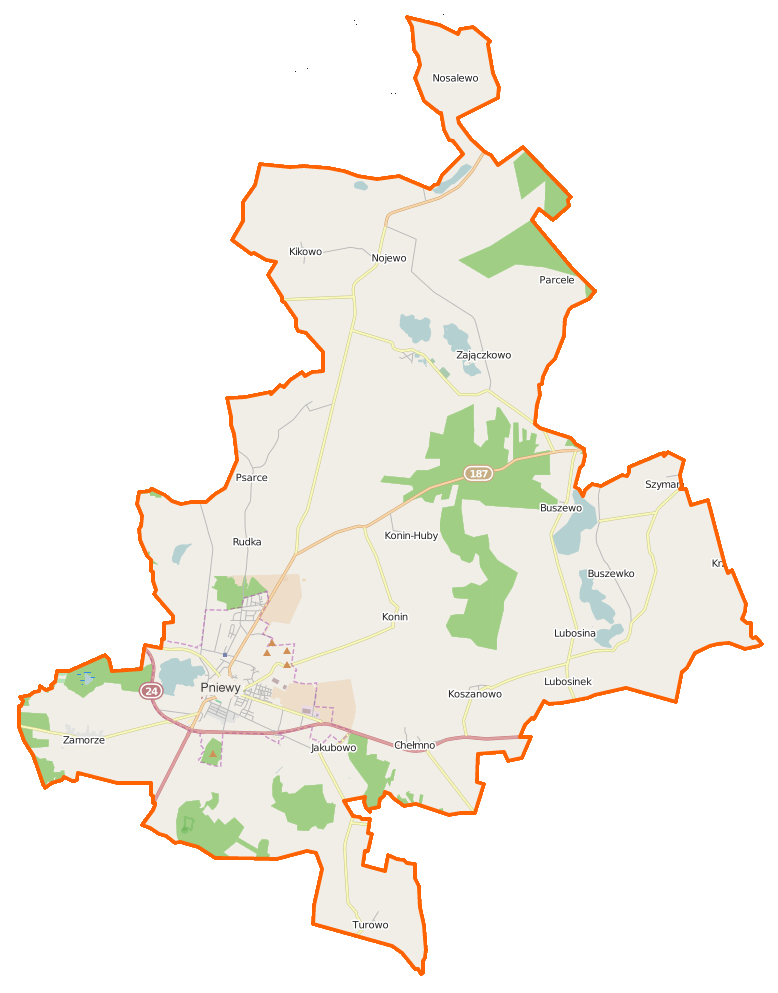
Karte der Gemeinde

Die Gemeinde liegt im Westen der Woiwodschaft, etwa 40 Kilometer westlich von Posen und 12 Kilometer südwestlich der Kreisstadt Szamotuły (Samter). Nachbargemeinden sind die Gemeinden Wronki im Norden, Ostroróg und Szamotuły im Osten, Duszniki im Südosten, Lwówek im Süden sowie Kwilcz und Chrzypsko Wielkie im Westen.
Das Gemeindegebiet ist reich an kleineren Seen, darunter sind der Jezioro Pniewskie im Süden und der Jezioro Buszewskie im Nordosten. Die Gemeinde hat eine Fläche von 158,6 km², von der 74 Prozent land- und 16 Prozent forstwirtschaftlich genutzt werden.

## Geschichte
Das heutige Gemeindegebiet kam von 1975 bis 1998 von der Woiwodschaft Posen großen Zuschnitts zur Woiwodschaft Posen kleinen Zuschnitts. In dieser Zeit war der Powiat aufgelöst. Die Landgemeinde Pniewy wurde nach 1954 wiederholt in Gromadas umgewandelt und zum 1. Januar 1973 neu geschaffen.
Stadt- und Landgemeinde Pniewy wurden 1990/1991 zur Stadt-und-Land-Gemeinde zusammengelegt. Diese gehört seit 1999 zur Woiwodschaft Großpolen und wieder zum Powiat Szamotulski.
Die am 27. Mai 1990 abgehaltenen Kommunalwahlen waren die ersten vollständig freien Wahlen seit über 50 Jahren. Die Wahlbeteiligung lag bei nur 42 Prozent.

## Städte- und Gemeindepartnerschaften
Die Gemeinde ist in den Jahren 1996 bis 2015 eine Reihe von Gemeindepartnerschaften eingegangen:
- Alphen-Chaam, Niederlande
- Halluin, Frankreich – seit 1998
- Kočevje, Slowenien
- Kościerzyna, Polen – seit 2015
- Lübbenau/Spreewald, Deutschland – seit 1996
- North Tyneside, Vereinigtes Königreich
- Oer-Erkenschwick, Deutschland – seit 2001
- Radków, Polen – seit 2000

## Gliederung
Zur Stadt-und-Land-Gemeinde (gmina miejsko-wiejska) Pniewy mit 12.643 Einwohnern (Stand 31. Dezember 2020) gehören die Stadt selbst und eine Reihe von Dörfern und Ortschaften, die 21 Schulzenämter bilden.

### Schulzenämter
Die Gemeinde hatte am 31. Dezember 2017 12.249 Einwohner, von denen 7780 in der Stadt und 4469 in den Orten der 21 Schulzenämter wohnten.
Einwohnerzahlen vom 31. Dezember 2017.
- Chełmno – 422
- Dębina, Buszewko, Szymanowo – 383
- Dęborzyce, Buszewo – 348
- Jakubowo – 88
- Karmin – 95
- Kikowo – 138
- Konin – 216
- Koninek, Konin Huby, Psarki – 139
- Koszanowo – 178
- Lubocześnica – 224
- Lubosina, Lubosinek, Przystanki – 373
- Nojewo, Podborowo – 308
- Nosalewo – 68
- Orliczko – 146
- Podpniewki – 142
- Psarce – 45
- Psarskie – 273
- Rudka – 111
- Turowo – 287
- Zajączkowo – 265
- Zamorze, Dąbrowa, Berdychowo – 220

### Dörfer der Gemeinde
Aufgeführt sind die amtlichen deutschen Namen.
| polnischer name | deutscher Name (1815–1918)              | deutscher Name (1939–1945)                         |
| --------------- | --------------------------------------- | -------------------------------------------------- |
| Buszewko        | Gut Buschewo 1907–1918 Gut Marisfeld    | Marisfeld                                          |
| Buszewo         | Buschewo                                | Marisfelde                                         |
| Chełmno         | Chelmno                                 | Hünenort                                           |
| Dębina          | Dembina 1911–1918 Dembin                | Dembin                                             |
| Dęborzyce       | Zalewo                                  | Haidchenkrug                                       |
| Jakubowo        | Jakubowo                                | ?                                                  |
| Karmin          | Vorwerk Karmin                          | Kärmen                                             |
| Kikowo          | Gut Nojewo-Kikowo 1900–1918 Richthausen | Richthausen                                        |
| Konin           | Konin                                   | Kunfelde                                           |
| Koninek         | Koninko                                 | Klein Kunfelde                                     |
| Koszanowo       | Koschanowo                              | Ruhland                                            |
| Lubocześnica    | Luboszesnica 1911–1918 Luboschesnitza   | Feldheim                                           |
| Lubosina        | Gut Lubosin                             | 1939–1943 Gut Karlshöhe 1943–1945 Karlssee         |
| Lubosinek       | Lubosin Abbau                           | 1939–1943 Karlshöhe Abbau 1943–1945 Karlssee Abbau |
| Nojewo          | Nojewo 1898–1918 Neuthal                | Neutal                                             |
| Nosalewo        | Nossalewo                               | Hagedorn                                           |
| Orliczko        | Orlitschko                              | Ziegenberg                                         |
| Podpniewki      | Podpniewki                              | Galgenberg                                         |
| Przystanki      | Przystanki 1906–1918 Karlshöhe          | Karlshöhe                                          |
| Psarce          | Groß Psarskie Hauland                   | ?                                                  |
| Psarki          | Klein Psarskie Hauland                  | ?                                                  |
| Psarskie        | Psarskie                                | Hauland                                            |
| Rudka           | Rudki Hauland                           | ?                                                  |
| Turowo          | Turowo                                  | Westfalenhof                                       |
| Zajączkowo      | Gut Zajontschkowo                       | Gut Seeland                                        |
| Zamorze         | Zamorze 1906–1918 Georgsburg            | Georgsburg                                         |

Kleinere Ortschaften
Weitere Ortschaften der Gemeinde sind die Kolonie Szymanowo (Vorwerk Szymanowo) sowie die Weiler und Siedlungen Berdychowo, Bielawy, Bukowina, Dąbrowa (Dombrow), Jakubowo (osada), Konin Huby, Podborowo (Vorwerk Podborowo), Śródka und Stefanowo.

## Verkehr
Die Landesstraße DK24 (droga krajowa 24) führt von Pniewy nach Westen und endet bei Gorzów Wielkopolski (Landsberg an der Warthe). Die Landesstraße DK92 führt von Posen im Osten über Pniewy zuerst nach Süden, wo nach 20 Kilometern die Autobahn A2 (E 30) erreicht wird. Die DK92 verläuft dann nach Westen über Świebodzin (Schwiebus) nach Rzepin (Reppen). Die südliche Umgehungsstraße wurde 1996 begonnen. Durch den Hauptort führt die Woiwodschaftsstraße DW187 in nordwestlicher Richtung nach Szamotuły (Samter). Von ihr zweigt die DW116 ab, die durch den Norden der Gemeinde Richtung Wronki (Wronke) führt.
Der nächste internationale Flughafen ist Posen-Ławica in etwa 40 Kilometer Entfernung.
Der Bahnhof Pniewy Szamotulskie im Hauptort der Gemeinde und ein Haltepunkt in Lubosina bestanden an der Bahnstrecke von Posen nach Gorzów Wielkopolski. Der Personenverkehr auf diesem Abschnitt wurde 1999 eingestellt. Die Bahnstrecke von Szamotuły nach Międzychód (Birnbaum) führte durch den Norden der Gemeinde. Haltepunkte bestanden in Nojewo und Kikowo. Der Personenverkehr wurde 1995 eingestellt, der Güterverkehr im folgenden Jahr.

## Persönlichkeiten
Zu Ehrenbürgern der Gemeinde wurden ernannt:
- 1937: Maria Ursula Ledóchowska (1865–1939), Heilige und Gründerin der Grauen Ursulinen
- 2012: Wojciech Raczkowski (1932–2013), Priester und Ehrenkanoniker des Domkapitels in Posen.

Nach dem Arzt und Teilnehmer des Kampfes um Monte Cassino Włodzimierz Felicki (1891–1957) ist eine Straße benannt.